# Landschaftsschutzgebiet Freiflächen westlich Udorf

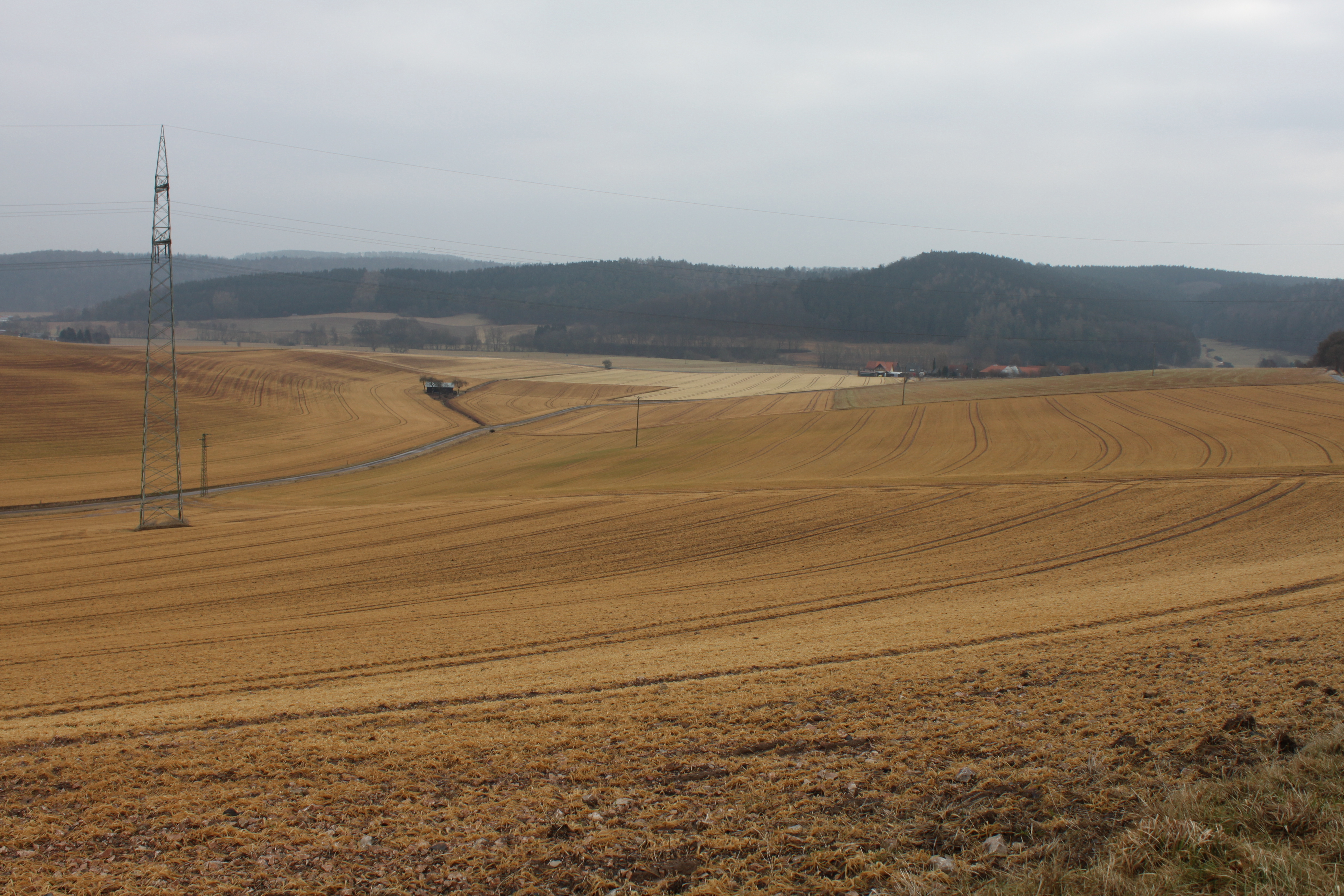
Landschaftsschutzgebiet Freiflächen westlich Udorf

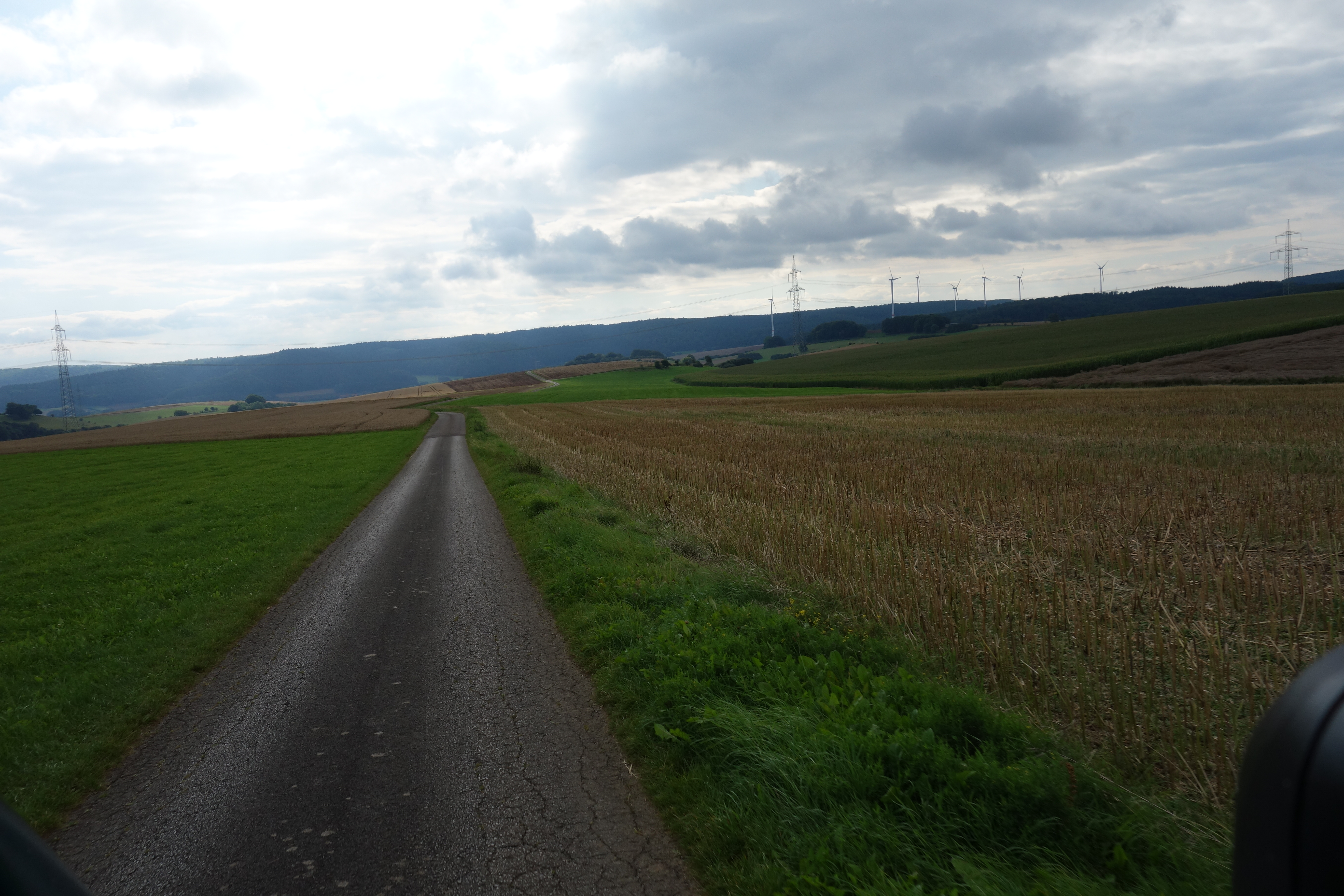
Westliche LSG-Teil

Das Landschaftsschutzgebiet Freiflächen westlich Udorf mit 195,52 ha liegt im Stadtgebiet von Marsberg und im Hochsauerlandkreis. Das Gebiet wurde 2008 mit dem Landschaftsplan Marsberg durch den Kreistag des Hochsauerlandkreises als Landschaftsschutzgebiet (LSG) ausgewiesen. 

## Beschreibung
Im LSG befinden sich landwirtschaftliche Offenlandbereiche mit Grünland und Acker. Das LSG beginnt direkt am westlichen Dorfrand von Udorf. Das NSG grenzt unter anderem an das Naturschutzgebiet Hummelgrund, das Naturschutzgebiet Glockengrund, das Naturschutzgebiet Udorfer Mühle und das Landschaftsschutzgebiet Unteres Orpetal.

## Schutzzweck
Die Ausweisung erfolgte zur Sicherung der Vielfalt und Eigenart der Landschaft im Nahbereich der Ortslagen und der alten landwirtschaftlichen Vorranggebiete durch Offenhaltung. Ferner wegen der besonderen Bedeutung für die Erholung.

## Rechtliche Vorschriften
Das LSG wurde als Landschaftsplangebiet vom Typ B, Ortsrandlagen, Offenland- und Kulturlandschutz, ausgewiesen. Wie in den anderen Landschaftsschutzgebieten im Stadtgebiet besteht im LSG ein Verbot Bauwerke zu errichten. Vom Verbot ausgenommen sind Bauvorhaben für Gartenbaubetriebe, Land- und Forstwirtschaft. Die Untere Naturschutzbehörde kann Ausnahme-Genehmigungen für Bauten aller Art erteilen. Wie in den anderen Landschaftsschutzgebieten vom Typ B in Meschede besteht im LSG ein Verbot der Erstaufforstung und Weihnachtsbaum-, Schmuckreisig- und Baumschul-Kulturen anzulegen. Es besteht das Gebot das LSG durch landwirtschaftliche Nutzung oder geeignete Pflegemaßnahmen von Bewaldung frei zu halten.